# Saint-Sauveur-de-Carrouges
Pour les articles homonymes, voir Saint-Sauveur et Carrouges (homonymie).
Saint-Sauveur-de-Carrouges est une commune française, située dans le département de l'Orne en région Normandie, peuplée de 239 habitants (les Saint-Salvatoriens). Elle fait partie de la communauté de communes du Pays fertois et du Bocage carrougien.

## Géographie
La commune est en pays de bocage, dans la campagne d'Alençon. Elle adhère au parc naturel régional Normandie-Maine et se situe en lisière de forêt d'Écouves.

### Hydrographie
La commune est située dans le bassin Seine-Normandie. Elle est drainée par le ruisseau des Landelles, le ruisseau du Moulin de Besnard, le ruisseau de Coupigny, le fossé 02 des Noës, le ruisseau du Gue de la Heze, le Val et un autre petit cours d'eau.
Le ruisseau des Landelles, d'une longueur de 11 km, prend sa source dans la commune de La Lande-de-Goult et se jette  dans la Cance à Boucé, après avoir traversé trois communes. 
Le ruisseau du Moulin de Besnard, d'une longueur de 13 km, prend sa source dans la commune de Chahains et se jette  dans l'Udon en limite de Vieux-Pont et de Sainte-Marie-la-Robert, après avoir traversé huit communes. 

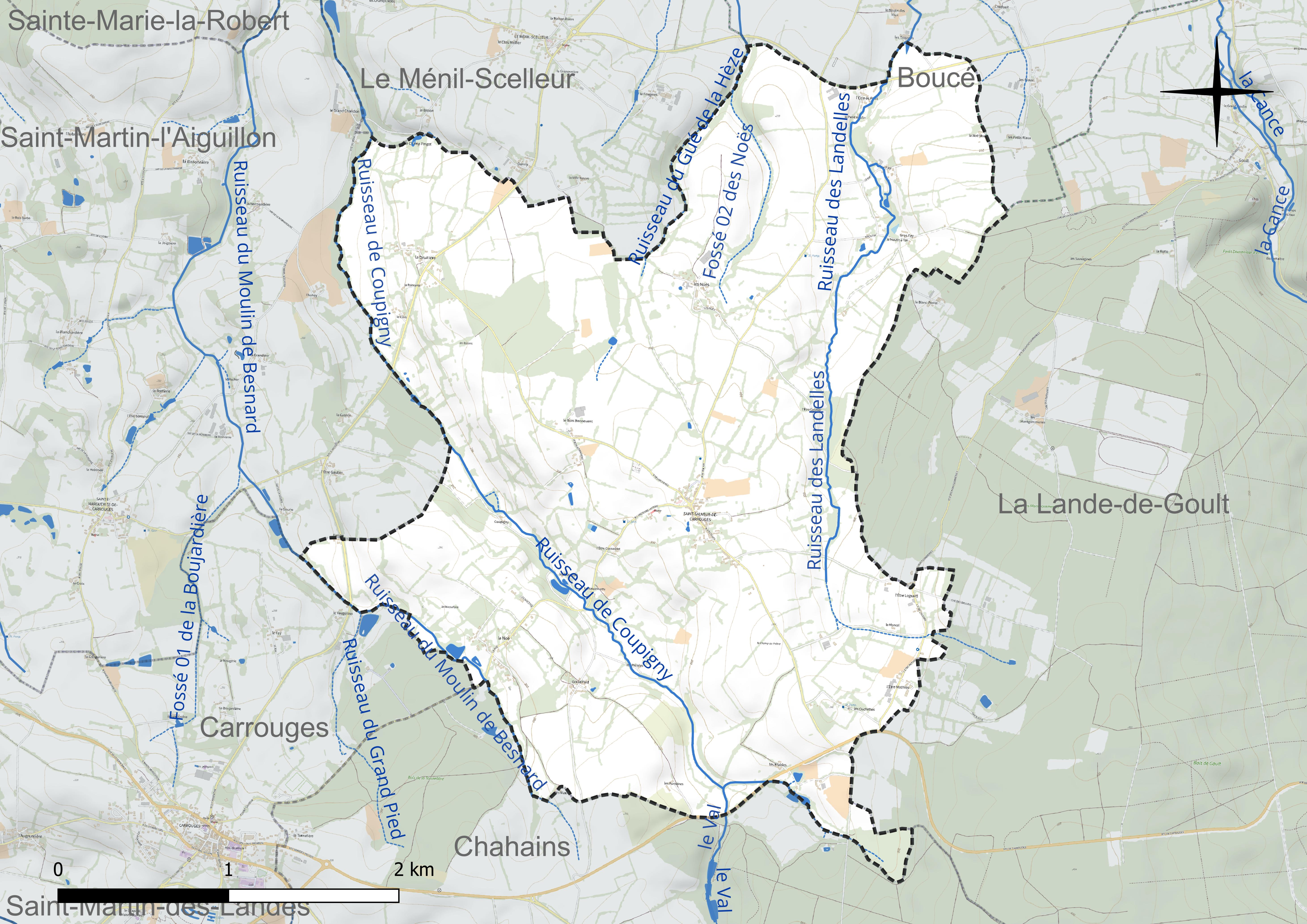
Réseau hydrographique de Saint-Sauveur-de-Carrouges.

### Climat
Pour des articles plus généraux, voir Climat de la Normandie et Climat de l'Orne.
En 2010, le climat de la commune est de type climat océanique altéré, selon une étude du CNRS s'appuyant sur une série de données couvrant la période 1971-2000. En 2020, Météo-France publie une typologie des climats de la France métropolitaine dans laquelle la commune est dans une zone de transition entre le climat océanique et le climat océanique altéré et est dans la région climatique Normandie (Cotentin, Orne), caractérisée par une pluviométrie relativement élevée (850 mm/a) et un été frais (15,5 °C) et venté. Parallèlement le GIEC normand, un groupe régional d’experts sur le climat, différencie quant à lui, dans une étude de 2020, trois grands types de climats pour la région Normandie, nuancés à une échelle plus fine par les facteurs géographiques locaux. La commune est, selon ce zonage, exposée à un « climat contrasté des collines », correspondant au Bocage normand, bien arrosé, voire très arrosé sur les reliefs les plus exposés au flux d’ouest, et frais en raison de l’altitude.
Pour la période 1971-2000, la température annuelle moyenne est de 9,9 °C, avec une amplitude thermique annuelle de 14,1 °C. Le cumul annuel moyen de précipitations est de 905 mm, avec 13,2 jours de précipitations en janvier et 7,7 jours en juillet. Pour la période 1991-2020, la température moyenne annuelle observée sur la station météorologique la plus proche, située sur la commune d'Argentan à 19 km à vol d'oiseau, est de 11,1 °C et le cumul annuel moyen de précipitations est de 691,9 mm,. Pour l'avenir, les paramètres climatiques de la commune estimés pour 2050 selon différents scénarios d’émission de gaz à effet de serre sont consultables sur un site dédié publié par Météo-France en novembre 2022.

## Urbanisme

### Typologie
Au 1er janvier 2024, Saint-Sauveur-de-Carrouges est catégorisée commune rurale à habitat très dispersé, selon la nouvelle grille communale de densité à sept niveaux définie par l'Insee en 2022.
Elle est située hors unité urbaine et hors attraction des villes,.

### Occupation des sols
L'occupation des sols de la commune, telle qu'elle ressort de la base de données européenne d’occupation biophysique des sols Corine Land Cover (CLC), est marquée par l'importance des territoires agricoles (96,2 % en 2018), une proportion sensiblement équivalente à celle de 1990 (96,3 %). La répartition détaillée en 2018 est la suivante : 
prairies (60,5 %), terres arables (31,8 %), zones agricoles hétérogènes (3,8 %), forêts (3,8 %). L'évolution de l’occupation des sols de la commune et de ses infrastructures peut être observée sur les différentes représentations cartographiques du territoire : la carte de Cassini (XVIIIe siècle), la carte d'état-major (1820-1866) et les cartes ou photos aériennes de l'IGN pour la période actuelle (1950 à aujourd'hui).

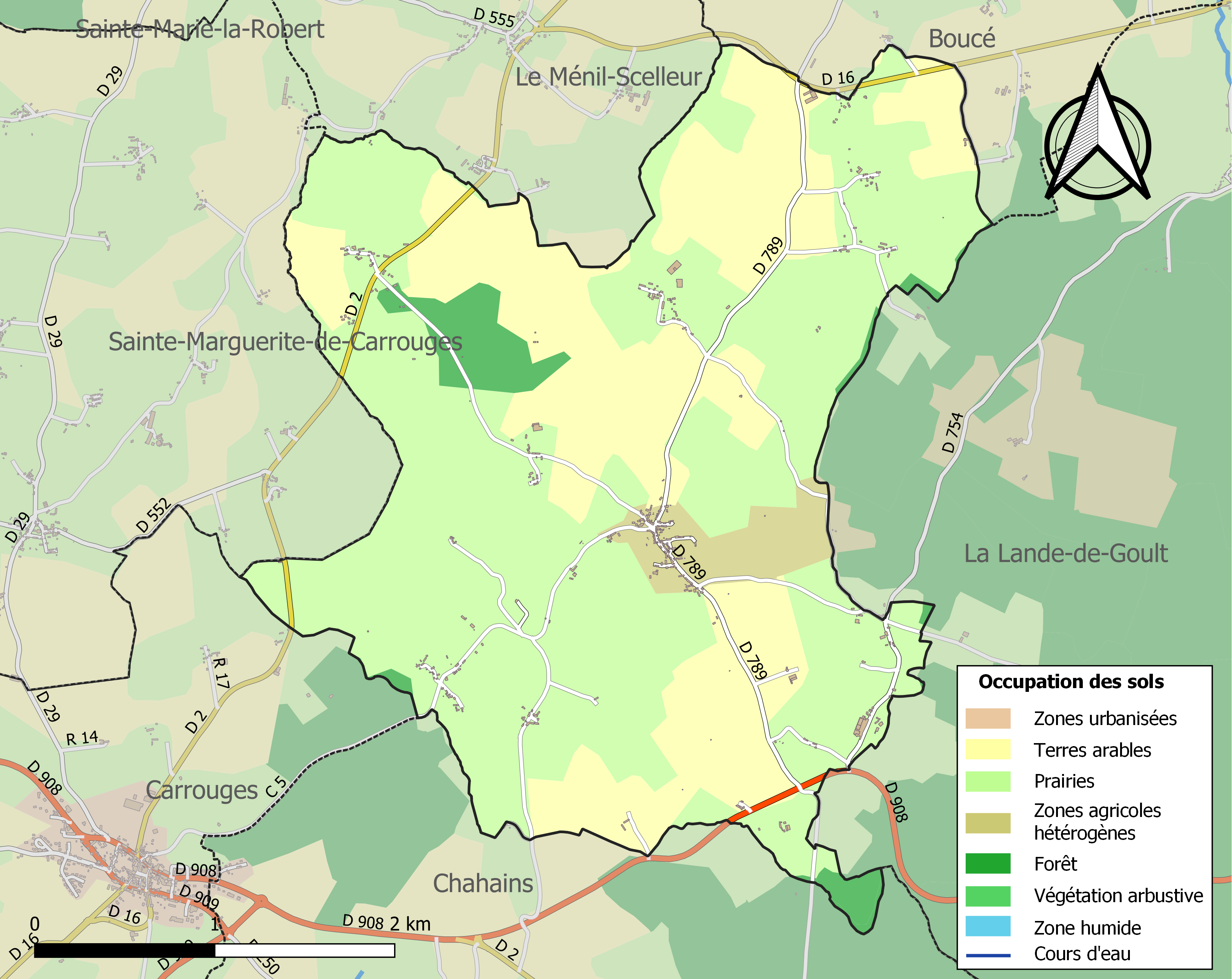
Carte des infrastructures et de l'occupation des sols de la commune en 2018 (CLC).

## Toponymie
Le nom de la localité est attesté sous la forme Saint-Sauveur en 1801.
L'hagiotoponyme Saint-Sauveur tire son origine de l'attribut de « sauveur du monde », Saint-Sauveur est le nom mystique de Jésus-Christ.
En langue d'oïl le mot carrouge est l'évolution naturelle et logique du latin quadruvium, « carrefour »; le -s indique un pluriel ou est sans sens particulier.
Au moment de la Révolution française de 1789, la commune s'appela « Bel Air », Belair en 1793.

## Politique et administration
| Période                                  | Période        | Identité                         | Étiquette | Qualité                                |
| ---------------------------------------- | -------------- | -------------------------------- | --------- | -------------------------------------- |
|                                          |                |                                  |           |                                        |
| novembre 1815                            | août 1830      | François Henry Gautier           |           |                                        |
| septembre 1830                           | septembre 1835 | Claude Le Menager                |           |                                        |
| octobre 1837                             | septembre 1870 | Jacques Pierre Alexandre Gallais |           |                                        |
| décembre 1870                            | octobre 1872   | Marin Dominique Victor Rocheron  |           |                                        |
| octobre 1872                             | mars 1874      | Jean Élie Leroyer                |           |                                        |
| mars 1874                                | juillet 1894   | Pierre Jean Émile Bouet          |           |                                        |
| août 1894                                | août 1894      | Théophile Dominique Gallais      |           |                                        |
| octobre 1894                             | décembre 1901  | Théodore Alfred Chaplain         |           |                                        |
| février 1902                             |                | Pierre Jean Émile Bouet          |           |                                        |
|                                          |                |                                  |           |                                        |
| juin 1995                                | avril 2014     | Raymond Bisson                   | SE        | Agriculteur (retraité)                 |
| avril 2014                               | octobre 2019   | Régine Bisson-Le Pallec          | SE        | Attachée de l'administration retraitée |
| décembre 2019                            | En cours       | Jean-Pierre Trouillot            | SE        | Retraité                               |
| Les données manquantes sont à compléter. |                |                                  |           |                                        |

## Démographie
L'évolution du nombre d'habitants est connue à travers les recensements de la population effectués dans la commune depuis 1793. Pour les communes de moins de 10 000 habitants, une enquête de recensement portant sur toute la population est réalisée tous les cinq ans, les populations de référence des années intermédiaires étant quant à elles estimées par interpolation ou extrapolation. Pour la commune, le premier recensement exhaustif entrant dans le cadre du nouveau dispositif a été réalisé en 2008.
En 2022, la commune comptait 239 habitants, en évolution de −2,45 % par rapport à 2016 (Orne : −3,21 %, France hors Mayotte : +2,11 %).
| 1793  | 1800  | 1806  | 1821  | 1836  | 1841  | 1846  | 1851  | 1856  |
| ----- | ----- | ----- | ----- | ----- | ----- | ----- | ----- | ----- |
| 1 047 | 1 207 | 1 329 | 1 446 | 1 416 | 1 361 | 1 306 | 1 280 | 1 165 |

| 1861  | 1866  | 1872 | 1876 | 1881 | 1886 | 1891 | 1896 | 1901 |
| ----- | ----- | ---- | ---- | ---- | ---- | ---- | ---- | ---- |
| 1 017 | 1 015 | 913  | 858  | 743  | 700  | 733  | 685  | 648  |

| 1906 | 1911 | 1921 | 1926 | 1931 | 1936 | 1946 | 1954 | 1962 |
| ---- | ---- | ---- | ---- | ---- | ---- | ---- | ---- | ---- |
| 583  | 521  | 448  | 428  | 446  | 438  | 426  | 383  | 366  |

| 1968 | 1975 | 1982 | 1990 | 1999 | 2006 | 2008 | 2013 | 2018 |
| ---- | ---- | ---- | ---- | ---- | ---- | ---- | ---- | ---- |
| 306  | 290  | 251  | 222  | 236  | 256  | 262  | 250  | 248  |

| 2022 | - | - | - | - | - | - | - | - |
| ---- | - | - | - | - | - | - | - | - |
| 239  | - | - | - | - | - | - | - | - |

## Économie
Le « Carrouges », un fromage à pâte pressée cuite et croûte lavée.

## Lieux et monuments
- Église Saint-Sauveur.